# Porlieria hygrometra
Porlieria hygrometra là một loài thực vật có hoa trong họ Zygophyllaceae. Loài này được Ruiz & Pav. miêu tả khoa học đầu tiên năm 1798.